# Wladimir Dawidowitsch Medem

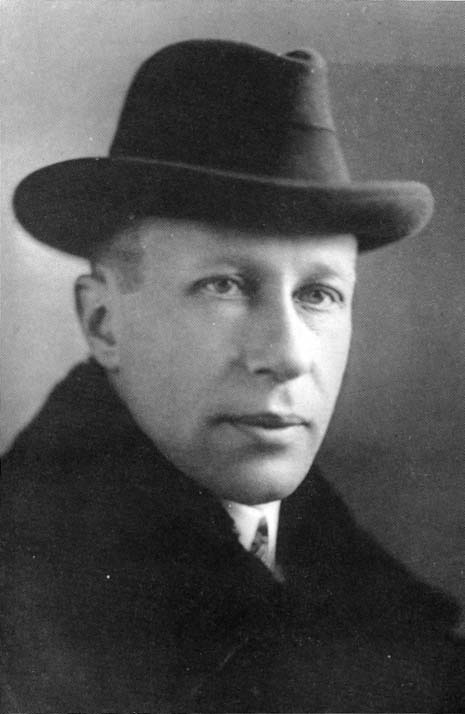
Bild Medems aus der Medem-Bibliothek Paris

Wladimir Dawidowitsch Medem, eigentlich Grinberg (russisch Владимир Давидович Медем; * 30. Juli 1879 in Libau, Kurland; † 9. Januar 1923 in Brooklyn, New York) war ein russisch-jüdischer Politiker und Ideologe des sozialistischen Allgemeinen Jüdischen Arbeiterbunds. Nach ihm wurde die Medem-Bibliothek in Paris benannt.

## Leben
Der Sohn eines russischen Militärarztes, der vom Judentum zum Christentum konvertiert war, erhielt eine Ausbildung an einem Gymnasium im heute belarussischen Minsk. Später studierte er an der Universität von Kiew und interessierte sich zunehmend für das jiddischsprachige Proletariat und seine bedrängten Lebensumstände. So beschäftigte es ihn, dass die russischen Juden kein National- und kein Streikrecht hatten.
Medem lernte erst mit 22 Jahren Jiddisch, das in seinem familiären Umfeld verpönt war. Wegen eines Studentenstreiks musste er 1898 die Universität verlassen und schloss sich, von marxistischen Freunden inspiriert, den Minsker Sozialisten an. Sein großes Interesse an der Welt der jiddisch-sprechenden Arbeiter und dem politischen Antisemitismus ließ ihn zum führenden Ideologen des jüdisch-sozialistischen Allgemeinen Jüdischen Arbeiterbunds (kurz: Bund) werden.
1901 wurde Medem wegen seiner politischen Aktivitäten zu fünf Jahren Zwangsarbeit in Sibirien verurteilt. Von dort gelang ihm die Flucht in die Schweiz, wo er sich mit der Arbeiterbewegung befasste und eine führende Position im Auslandkomitee des Bundes einnahm. 1905 kehrte er nach Russland zurück. In Wilna war er Mitherausgeber von Nasche slovo, dem russischen Presseorgan des Bundes. 1913 wurde er aus politischen Gründen in Warschau zu vier Jahren Haft verurteilt. 1921 emigrierte Medem nach New York.
Der Bund, der 1897 im litauischen Wilna gegründet wurde, setzte sich für die kulturellen und Nationalrechte der Juden in Osteuropa ein. In dieser Hinsicht wagte Medem, sich der Ansicht russischer Marxisten und auch Lenin zu widersetzen. In der Zwischenkriegszeit erhielten diese Ziele in Mittel- und Westeuropa Unterstützung, u. a. bei den Austromarxisten und besonders in mehreren Arbeiterklubs jüdischer Immigranten in Paris, wo sie sich als Bundisten bezeichneten. Einer dieser Klubs, die auch die Erwachsenenbildung der Arbeiter als Hauptaufgabe sahen, erhielt den Namen Arbeter-klub afn nomen Vladimir Medem (Arbeiterklub im Namen Vladimir Medems). Seine bildungspolitischen Ambitionen führten schließlich 1929 zur Gründung der Medem-Bibliothek in Paris, die heute mit 30.000 Bänden die größte jiddische Kulturinstitution Europas darstellt. 
Ebenfalls nach Medem benannt war ein Sanatorium für Kinder im polnischen Miedzeszyn bei Warschau in den 1930er Jahren, welches im jiddischen Film Mir kumen on (1936) von Aleksander Ford porträtiert wird.

## Hauptwerke
- 1916: Die Doktrin des „Bundes“
- 1938 (posthum): Di legende fun der jidišher arbeter-bawegung (Hg. Gros, Naftole; Gros, Naftoli). Verlag Kinder-Ring, 87 S., illustriert. Wieder: Nju-Jork 1938. Wieder: National Yiddish Book Center, Amherst, Mass. (USA) 1999. Reihe: "Steven Spielberg digital Yiddish library" No. 06827 (Jiddisch, in hebr. Schrift; vorhd. in Universitäts- und Landesbibliothek Düsseldorf)